# NGC 6845C
NGC 6845C (63986) est une vaste galaxie lenticulaire vue par la tranche et située dans la constellation du Télescope. Sa vitesse par rapport au fond diffus cosmologique est de 6 649 ± 15 km/s, ce qui correspond à une distance de Hubble de 98,1 ± 6,9 Mpc (∼320 millions d'al).
Les deux dernières galaxies du quartet (NGC 6845C et D) ont été découvertes sur des plaques photographiques du télescope de 24 pouces (60 cm) du télescope Bruce installé à l'observatoire de l'université Harvard à Arequipa au Pérou. Ces plaques ont été enregistrées entre les années 1908 et 1913.